# Лейн, Присцилла
Присцилла Лейн (англ. Priscilla Lane, урождённая Присцилла Малликан (англ. Priscilla Mullican), 12 июня 1915 — 4 апреля 1995) — американская актриса, младшая из четырёх «Сестёр Лейн» (Лиота, Лола, Розмари и Присцилла) — популярных в 1930-е годы киноактрис.

## Биография
Присцилла Малликан родилась в Индианоле младшей из пяти детей в семье стоматолога Лоренцо Малликана и его супруги Коры Белль Хикс. Вместе с сестрой Розмари она посещала танцевальные курсы, а в 1930 году состоялся их профессиональный дебют в театре «Парамаунт» в Де-Мойне, перед показом фильма «Хорошие новости», где их старшая сестра Лола сыграла одну из ролей.
После окончания средней школы Лейн отправилась в Нью-Йорк в гости к сестре Леоте, которая в то время играла в бродвейских ревю. Прицсилла решила не возвращаться домой, и осталась в Нью-Йорке, где начала обучение в школе драматического искусства, которое оплачивала её сестра Леота. Вскоре в Нью-Йорк прибыла и её мать с сестрой Розмари, которая стала активно таскать дочерей по различным прослушиваниям. Не добившись никакого успеха в театральной сфере, ей удалось найти дочерям работу на радио, где Присцилла и Розмари стали участвовать в музыкальной передаче Фреда Уоринга. В то же время они взяли себе псевдоним Лейн, который также использовали и другие их сёстры.
Спустя пять лет она вместе с Уорингом появились в мюзикле «Студенческое шоу» с Диком Пауэллом в главной роли, который стал их кинодебютом. В том же году сёстры заключили семилетний контракт с «Warner Bros.». Последовавшие затем роли в фильмах «Любовь, честь и поведение» (1938), «Ковбой из Бруклина» (1938), «Братец крыса» (1938), «Пыль будет моей судьбой» (1939) и «Судьба солдата в Америке» (1939) сделали Присциллу Лейн одной из наиболее популярных юных кинозвёзд Голливуда. Последней её работой на студии «Warner Bros.» стала комедия «Мышьяк и старые кружева», снятая в 1942 году, но вышедшая на экраны только спустя два года. В дальнейшие годы актриса уже не была привязана к конкретной киностудии, снимаясь на разных студийных площадках в таких картинах как «Диверсант» (1942), «Серебряная королева» (1942) и «Злейший человек в мире» (1943).
14 января 1939 года Лейн вышла замуж за помощника режиссёра и сценариста Орена Хаглунда. Они поженились в Юме, штат Аризона, но Лейн ушла от Хаглунда на следующий день и вскоре брак был расторгнут. Лейн никогда не раскрывала свою точку зрения на причины разрыва.
В 1942 году актриса вышла замуж за лейтенанта Джозефа Ховарда, который по долгу службы был вынужден часто переезжать с места на место, из-за чего актёрской карьере Лейн пришёл конец. Последнюю свою роль она сыграла в 1948 году в нуаре «Телохранитель».
Актриса родила от Ховарда четверых детей: Джозефа Лоуренса (род. 1945), Ханна (род. 1950), Джудит (род. 1953) и Джеймса (род. 1955). Лейн была очень религиозной женщиной, приверженкой католицизма. Её семья регулярно посещала воскресные мессы, а она сама участвовала в католических благотворительных организациях.
В июле 1972 года Лейн с мужем обосновалась в городке Дерри в штате Нью-Гэмпшир, где она увлеклась садоводством. В 1976 году внезапно умер её супруг Джозеф Ховард, кончину которого Лейн переживала очень тяжело. Желая отвлечься, она стала больше времени уделять благотворительности и волонтёрству. В 1994 году у актрисы был диагностирован рак лёгкого, после чего она переехала в дом престарелых в Андовере, чтобы последние месяцы своей жизни провести вблизи сына Джозефа и его семьи. 4 апреля 1995 года Присцилла Лейн скончалась от хронической сердечной недостаточности, осложнённой раком, в возрасте 79 лет. Актриса была похоронена рядом с супругом на Арлингтонском кладбище в Вашингтоне.